# ГЕС Піналіто
ГЕС Піналіто — гідроелектростанція у центральній частині Домініканської Республіки, за сім десятків кілометрів на північний захід від столиці країни міста Санто-Домінго. Знаходячись вище від ГЕС Ріо-Бланко (25 МВт), становить верхній ступінь гідровузла, який використовує ресурс зі сточища річок Тірео та Бланко, лівих притоків Yuna (стікає з північного схилу Кордильєри-Сентраль та прямує у північно-східному напрямку до впадіння в затоку Саманта-Бей на північно-східному узбережжі острова Гаїті).
У межах проекту Тірео перекрили греблею з ущільненого котком бетону висотою 52 метри та довжиною 207 метрів, яка потребувала 100 тис. м3 матеріалу. Вона утримує водосховище з об'ємом 4 млн м3 (корисний об'єм 1,5 млн м3) та припустимим коливанням рівня поверхні між позначками 1175 та 1180 метрів НРМ.
Від сховища через правобережний гірський масив прокладено дериваційний тунель довжиною 8,15 км з діаметром 3,6 метра, до якого приєднується бічне відгалуження довжиною 3,2 км з діаметром 3,5 метра, яке постачає воду із правої притоки Тірео річки Сонадор. Крім того, у сточище Тірео за допомогою тунелів довжиною 3,4 км перекидається додатковий ресурс з водозаборів на Бланко та її притоках Cană Амарга і Arroyón. Проектний середньорічний потік за зазначеним напрямками складає 1,74 м3/сек для самої Тірео, 0,98 м3/с для Сонадор та 1 м3/с зі сточища Бланко. Можливо відзначити, що дотриманню таких параметрів загрожують відбір води на зрошення з Тірео (в її верхів'ї розташований один з найпродуктивніших районів вирощування овочів) та вирубка лісів в долині Бланко, яка призводить до пересихання водотоків.
В гідротехнічній схемі станції працює запобіжний балансувальний резервуар баштового типу висотою 45 метрів з діаметром 8 метрів, під'єднаний через шахту глибиною 58 метрів з діаметром 2,4 метра. До машинного залу ресурс подається через напірний водовід довжиною 1,24 км зі спадаючим діаметром від 2 до 1,4 метра.
Основне обладнання станції становлять дві турбіни типу Пелтон потужністю по 25 МВт, які при напорі у 517 метрів повинні забезпечувати виробництво 142 млн кВт-год електроенергії на рік.
Відпрацьована вода потрапляє в Тірео.
Видача продукції відбувається по ЛЕП, розрахованій на роботу під напругою 69 кВ.